# Parafia św. Floriana w Nowem
Parafia św. Floriana w Nowem – rzymskokatolicka parafia należąca do dekanatu Krośniewice w diecezji łowickiej.
Erygowana przed 1442.
Na obszarze parafii leżą miejscowości: Cygany, Godzięby, Iwiczna, Kalinowa, Krzesin, Luboradz, Nowe, Pacyna, Pawlikowice (część), Podczachy, Skłóty, Stanisławów, Szubina, Szubsk Duży, Szubsk-Towarzystwo, Witów, Wola Nowska, Włosków, Wysoka Duża, Wysoka Wielka, Wroczyny i Zieleniew.